# Délégation unique du personnel
Pour les articles homonymes, voir DUP.
La délégation unique du personnel (DUP) pouvait, en France depuis la "loi Rebsamen" (L. no 2015-994 JO 18 août) du 17 août 2015, remplacer et regrouper les institutions représentatives du personnel que sont le Comité d'entreprise,les délégués du personnel et le Comité d'Hygiène de Sécurité et des Conditions de Travail (CHSCT) dans certaines conditions : entreprise de 50 à moins de 300 salariés et consultation des représentants éventuellement déjà élus. Cette possibilité est ouverte à l'occasion de la mise en place d'un comité d'entreprise ou lors de son renouvellement par le biais d'élections professionnelles.
Depuis le 1er janvier 2020, les missions de la DUP sont désormais exercées par le comité social et économique, ou CSE.

## Présentation
La décision de la mise en place d’une délégation unique de représentation du personnel revient au chef d’entreprise soit lors du franchissement du seuil de cinquante salariés, soit au moment du renouvellement d'un CE ou encore d'un CHSCT existant. La DUP est une faculté et non une obligation. La décision appartient à l’employeur, après consultation des délégués du personnel et, s’ils existent, du CE et du CHSCT. L’employeur n’est cependant pas lié par l’avis des instances. Par conséquent, même en cas d’avis défavorable, il peut décider de mettre en place la DUP. De ce fait, les organisations syndicales ne peuvent s’y opposer.
Les délégués du personnel unique sont des élus. Les règles électorales sont celles applicables à l’élection des délégués du personnel. Seuls les syndicats représentatifs peuvent présenter des listes au 1er tour. Au second tour, si le quorum n'est pas atteint ou s'il reste des places vacantes dans certains collèges, tout employé peut se présenter sur une liste sous certaines conditions.
Le nombre de représentants constituant la délégation unique du personnel varie selon la taille de l'entreprise. Ce nombre est fixé par décret en Conseil d'État (article L 2326-2-1 CT). Actuellement, le nombre est fixé comme suit :
- de 50 à 74 salariés : 3 titulaires et 3 suppléants
- de 75 à 99 salariés : 4 titulaires et 4 suppléants
- de 100 à 124 salariés : 5 titulaires et 5 suppléants
- de 125 à 149 salariés : 6 titulaires et 6 suppléants
- de 150 à 174 salariés : 7 titulaires et 7 suppléants
- de 175 à 199 salariés : 8 titulaires et 8 suppléants

Pour les DUP installées après le 19 août 2015, les nombres de titulaires et de suppléants sont (CT. art. L 2326-1 à L 2326-6):
- de 50 à 74 salariés : 4 titulaires et 4 suppléants
- de 75 à 99 salariés : 5 titulaires et 5 suppléants
- de 100 à 124 salariés : 6 titulaires et 6 suppléants
- de 125 à 149 salariés : 7 titulaires et 7 suppléants
- de 150 à 174 salariés : 8 titulaires et 8 suppléants
- de 175 à 199 salariés : 9 titulaires et 9 suppléants
- de 200 à 249 salariés : 11 titulaires et 11 suppléants
- de 250 à 299 salariés : 12 titulaires et 12 suppléants

Les membres titulaires de la DUP disposent d'un crédit d'heures par mois pour exercer leurs missions qui varie selon l'effectif de l'entreprise : 
- de 50 à 74 salariés : 18 heures
- de 75 à 99 salariés : 19 heures
- de 100 à 299 salariés : 21 heures

Les heures passées en délégation sont considérées et payées comme des heures travaillées.

## Attributions
Cette délégation unique est possible dans les entreprises dont l'effectif est compris entre 50 et 300 salariés.
Elle réunit les attributions des DP et du CE et depuis août 2015 l'intégration du CHSCT.
Le crédit d’heures attribué aux délégués du personnel unique pour exercer leurs attributions de DP et de membre du CE ne peut excéder sauf circonstances exceptionnelles 20 heures par mois. Ce crédit d'heures est comptabilisé en dehors des réunions mensuelles obligatoires pour l'exercice de leur mandat.
Un secrétaire et un secrétaire adjoint sont désignés par les membres de la DUP parmi ses membres titulaires.

## Réunions
La DUP est convoquée par l'employeur au moins une fois tous les 2 mois. Les sujets relevant du CHSCT sont abordés au moins lors de quatre des six réunions annuelles.
Pour chaque réunion, un ordre du jour commun est établi par l'employeur et le secrétaire de la DUP, les consultations obligatoires étant inscrites de plein droit. Cet ordre du jour est transmis aux représentants ayant qualité à siéger huit jours au moins avant la séance.
Les membres suppléants de la DUP peuvent assister aux réunions avec voix consultative.
Les avis de la DUP sont rendus dans les délais applicables aux avis du CE. Ainsi, le délai est fixé par accord (15 jours minimum), ou à défaut il est d'un mois.

## Recours à l'expertise
Lorsqu'une expertise porte à la fois sur des sujets relevant des attributions du comité d'entreprise et sur des sujets relevant des attributions du comité d'hygiène, de sécurité et des conditions de travail, la délégation unique du personnel a recours à une expertise commune.
Cette expertise commune donne lieu à l'établissement d'un rapport d'expertise commun. Il est remis au plus tard 15 jours avant l'expiration du délai dans lequel la DUP est réputée avoir été consultée. L'expert ou les experts menant une expertise commune doivent répondre aux mêmes exigences que celles fixées pour les experts du CE et du CHSCT. Ainsi, l'expert du CE doit être un expert-comptable et celui du CHSCT un expert agrée.

## Cas des établissements
Si une entreprise est composée d'établissements distincts regroupés dans un CCE, le respect du principe d'égalité impose que la mise en place d'une DUP se fasse de manière uniforme : soit tous les établissements sont sous forme de DUP, soit tous les établissements conservent les institutions DP et CE.

## Élection partielle
La loi a prévu l’organisation d’élections partielles.
S’agissant de la DUP, cette possibilité avait été exclue au motif que la loi ne prévoyait pas d’élections partielles concernant les délégués du personnel.
Cette possibilité est désormais prévue depuis l’entrée en vigueur de la loi no 2005-882 du 2 août 2005.
Des élections partielles sont organisées si une catégorie de personnel n’est plus représentée ou si le nombre de représentants est réduit de moitié ou plus (C. trav. L 2314-7).
Pour pourvoir aux sièges vacants dans les collèges intéressés, l'élection est organisée suivant les modalités définies lors de l'élection précédente (C. trav. L 2324-10).
Mais les conditions tenant à l'appartenance des salariés aux collèges électoraux, à leur électorat et à leur éligibilité s'apprécient à la date de l'élection partielle.
Si le protocole préélectoral n'a pas fait l'objet d'une contestation et que les modalités du vote sont les mêmes il n'est pas nécessaire de conclure un nouveau protocole (Cass. Soc. 15 décembre 2004).
Les dispositions concernant le remplacement d'un délégué titulaire par un délégué suppléant sont applicables (article L 2314-30 CT).
Concernant ces élections, un projet de loi du 21 septembre 2014 visait à faire passer la durée du mandat de 4 à 5 ans.

## Suppression de la DUP
L'employeur peut, après avoir recueilli l'avis de la délégation unique du personnel, décider de ne pas la renouveler à l'échéance du mandat de ses membres. Dans ce cas, il procède sans délai à l'organisation de l'élection des délégués du personnel, des membres du comité d'entreprise ainsi qu'à la désignation des membres du comité d'hygiène, de sécurité et des conditions de travail, conformément aux dispositions du présent code relatives à chacune des institutions concernées. Le mandat des membres de la délégation unique du personnel est, le cas échéant, prorogé jusqu'à la mise en place de ces institutions.